# Samuel Boulanger
Pour l’article homonyme, voir Boulanger (homonymie).
Samuel Boulanger (8 mai 1909-13 juillet 1989 à l'âge de 80 ans) est un agronome, enseignant, fabricant et homme politique fédéral du Québec.

## Biographie
Né à Saint-Isidore au Québec, il devient député indépendant du Parti libéral du Canada dans la circonscription fédérale de Drummond—Arthabaska en 1957. Rallié au caucus libéral et réélu en 1958, il fut défait par le créditiste David Ouellet en 1962. Il est à nouveau défait à titre de candidat indépendant en 1965 par le libéral et futur ministre Jean-Luc Pépin.